# キッチナー伯爵
キッチナー伯爵（英: Earl Kitchener）は、かつて存在したイギリスの伯爵位。ホレイショ・ハーバート・キッチナー陸軍元帥が1914年に叙位されたことに始まるが、第3代キッチナー伯爵ヘンリー・キッチナーの死をもって2011年に廃絶した。

## 歴史

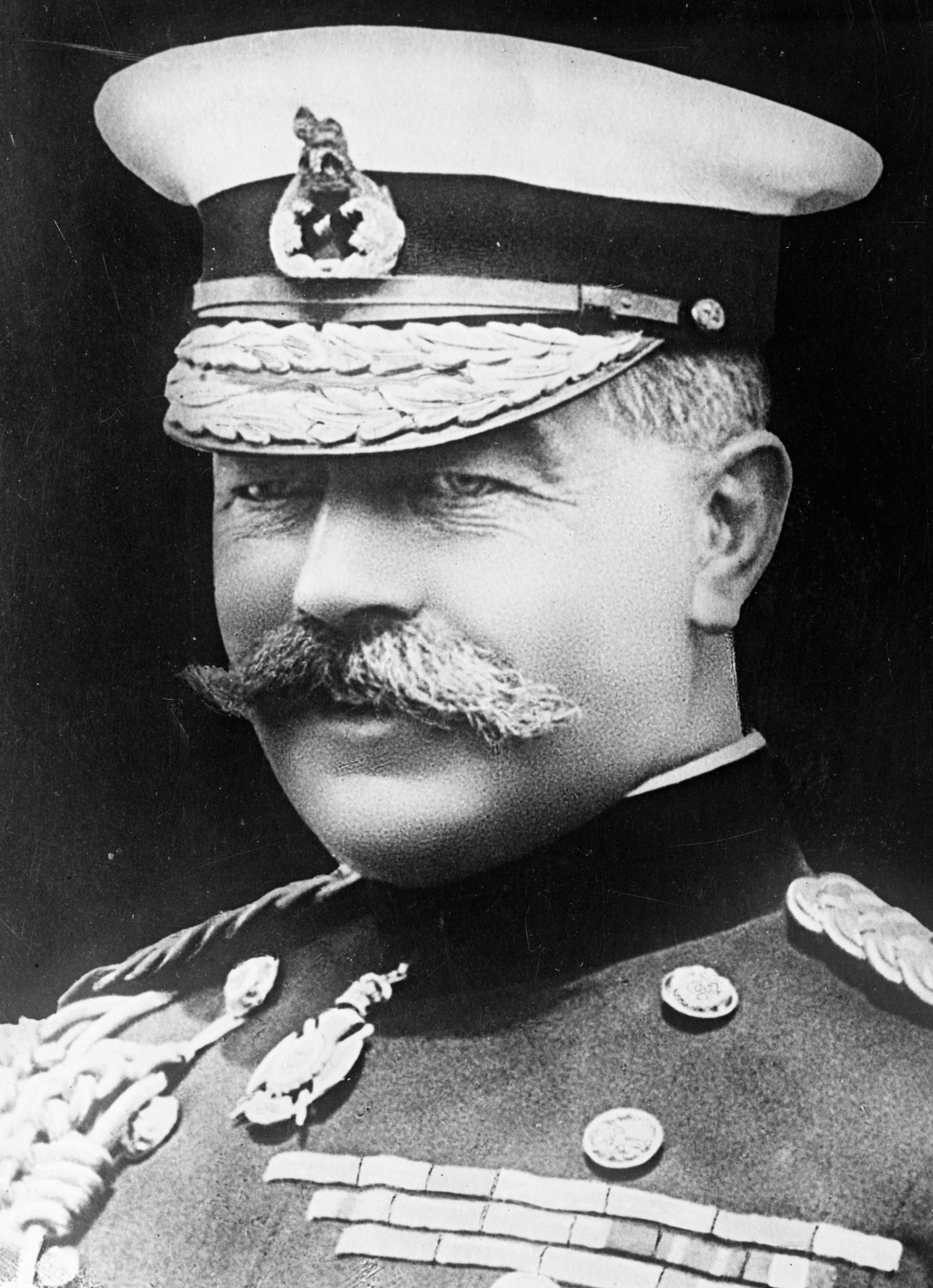
H.H.キッチナー陸軍元帥

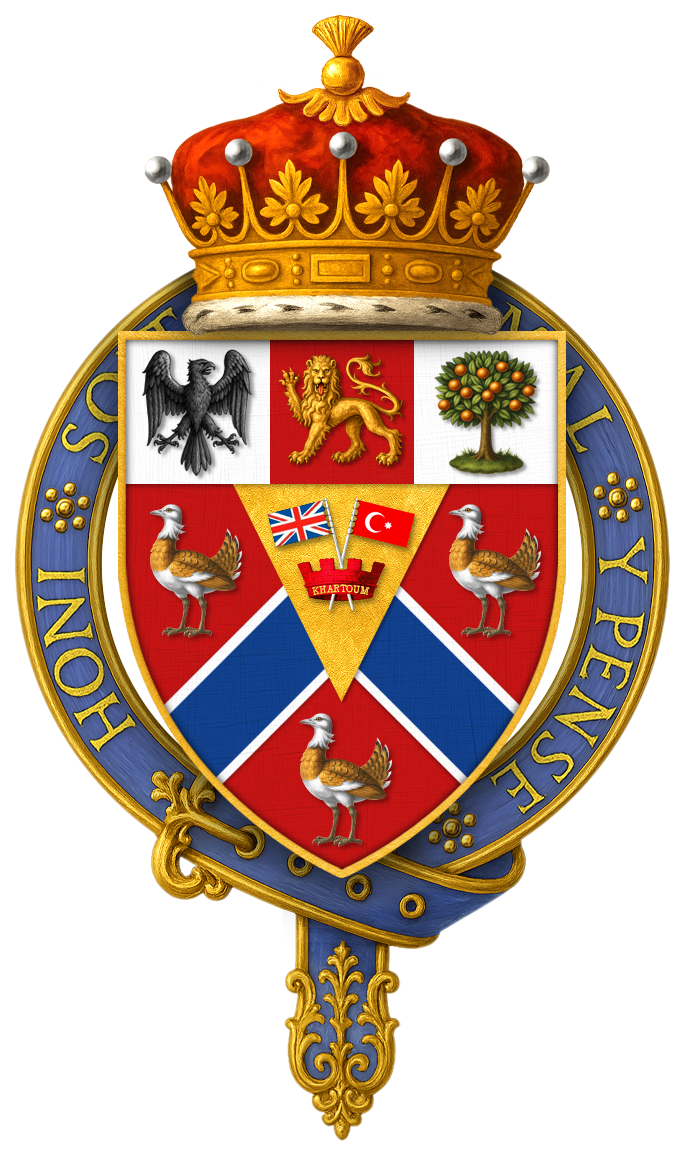
初代伯爵個人の紋章。ガーター勲章を受勲したこと、武功によって本来の紋章に多くのオーギュメンテーションを得たことが判る。

ホレイショ・ハーバート・キッチナー(1850–1916)はスーダン戦役やボーア戦争に参加した軍人で、第一次世界大戦を総力戦と見切ってキッチナー陸軍を創始した人物である。彼はスーダン戦役後の1898年11月1日に連合王国貴族として「サフォーク州アスポールのキッチナー・オブ・カルトゥーム男爵(Baron Kitchener of Khartoum, of Aspall in the County of Suffolk)」に叙された。キッチナーは続くボーア戦争後も爵位を得ている。すなわち、1902年7月11日に「サフォーク州アスポール及びトランスバール植民地ヴァールにおけるキッチナー・オブ・カルトゥーム子爵,(Viscount Kitchener of Khartoum, of the Vaal in the Colony of the Transvaal and of Aspall in the County of Suffolk)に陛爵した。この爵位には彼の兄弟にも相続を認める特別継承権が定められており、後の叙爵でも同様の相続条件が定められている。彼はさらに元帥昇進後の1914年7月27日に連合王国貴族爵位の「カルトゥーム及びブルームのキッチナー伯爵(Earl Kitchener of Khartoum and of Broome)」、「ケント州ブルームのブルーム子爵(Viscount Broome, of Broome in the County of Kent)」、「ケント州デントンのデントン男爵(Baron Denton, of Denton in the County of Kent)」を授けられている。しかし、元帥は生涯未婚であったことから彼の死後は弟ヘンリーが爵位を継承した。
2代伯ヘンリー(1846–1937)は生前に長男に先立たれたため、その孫ヘンリーが爵位を相続している。
3代伯ヘンリー(1919–2011)はICIに籍を置く物理学者であった。その彼が生涯未婚のまま死去すると、すべての爵位は廃絶した。3代伯の姪エマ・キッチナー(Emma Kitchener、1963-)はマイケル王子妃マリー＝クリスティーヌ付女官を務めた人物である。その夫で俳優ジュリアン・フェロウズ(1949-)は「こと爵位継承に関して、申し分なく良識ある成人女性にまったく相続権がないというのは不合理だと思う」と述べて、エマ夫人が爵位を継げない不満をあらわにした。これを受けて2012年5月9日にエマ夫人に対して『伯爵の娘と同格の地位、敬称使用を認める』勅許がくだる一幕があった。

## キッチナー伯爵（1914年）
- 初代キッチナー伯爵ホレーショ・ハーバート・キッチナー (1850–1916)
- 第2代キッチナー伯爵ヘンリー・エリオット・シェヴァリエ・キッチナー（英語版） (1846–1937)
  - ブルーム子爵ヘンリー・フランクリン・シェヴァリエ・キッチナー (1878–1928)
- 第3代キッチナー伯爵ヘンリー・ハーバート・キッチナー（英語版） (1919–2011)（2011年に爵位廃絶）